# اومبرتو بوچونی
اومبرتو بوچونی (به ایتالیایی: Umberto Boccioni)‏ (۱۸۸۲–۱۹۱۶) یکی از بزرگ‌ترین آینده‌گرایان میلان بود که در شکل‌دهی به نقاشی و پیکرتراشی آینده‌گری نقش به‌سزایی داشت و بسیاری او را باذوق‌ترین نقاش آینده‌گرا می‌دانند. او از شاگردان جاکومو بالا نیز بود.
هنر بوچونی به نوعی القاء انتزاعی در آینده‌گری منجر شد که گاهی این القاء سازمان داده شده‌تر از آثاری مانند آثار کاندینسکی نیز به نظر می‌رسید ولی درون‌مایهٔ مدرن و تکه‌تکه‌شدهٔ آثارش را می‌توان مهم‌ترین شاخصهٔ کارها و روحیات او دانست.
او با الهام از تندیس‌های امپرسیونیستی بدون وارد کردن روح طبیعت کارهای امپرسیونیستی در کارهایش، سعی داشت پیکره یا شیء را همچنان که در نقاشی‌هایش دیدیم در محیط حل کند. اصول سبک او در نقاشی و پیکره‌تراشی حذف نمودهای واقعی و طبیعی و خطوط متمایزکننده از دل کارهایش بود تا به آن‌ها پویایی و حرکتی محسوس ببخشد.

## نگارخانه

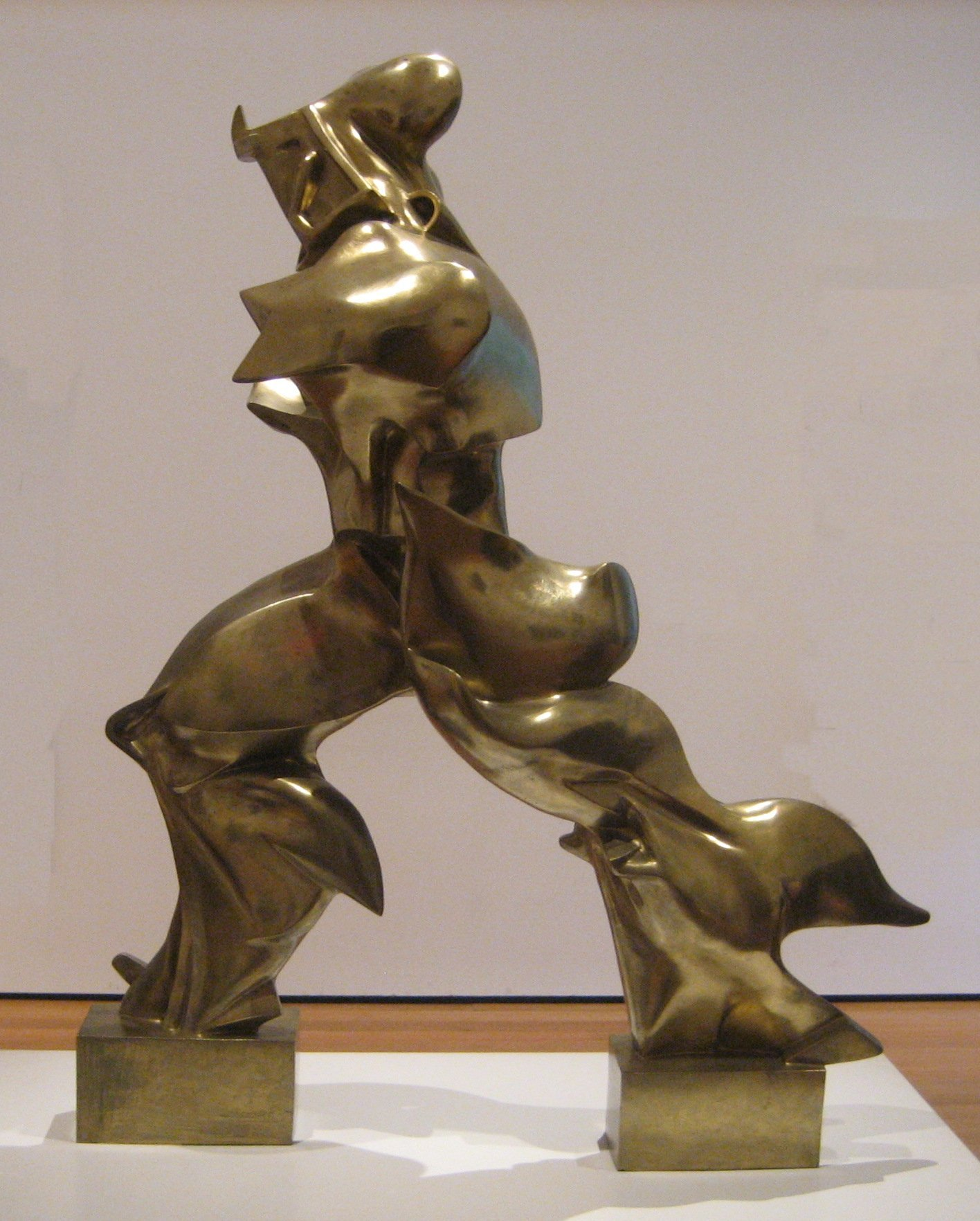
اومبرتو بوچونی، صور یگانه استمرار در فضا، برنز ۱۹۱۳ موزه هنر مدرن، نیویورک
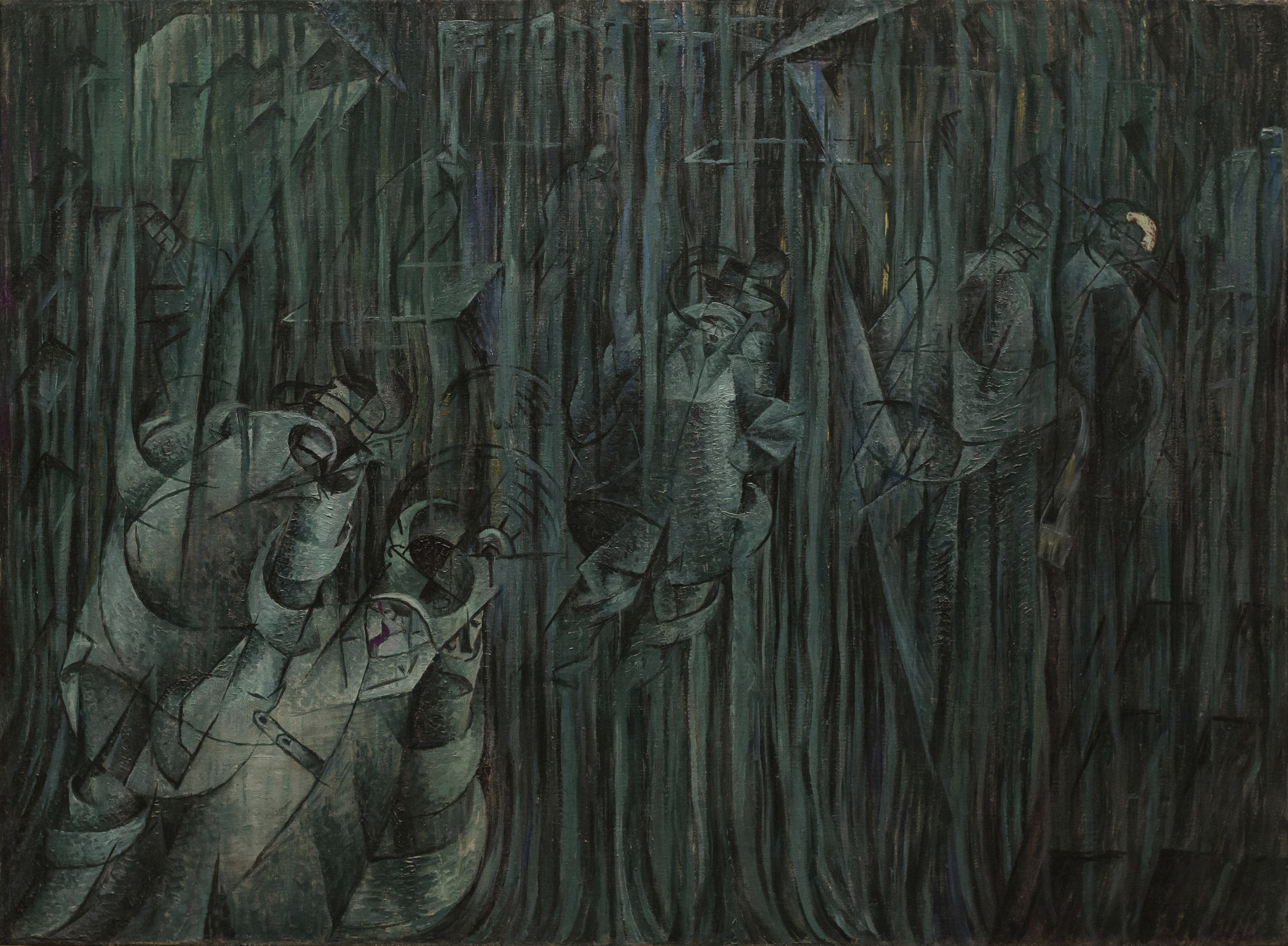
States of Mind III; Those Who Stay, 1911 oil on canvas painting موزه هنر مدرن، نیویورک
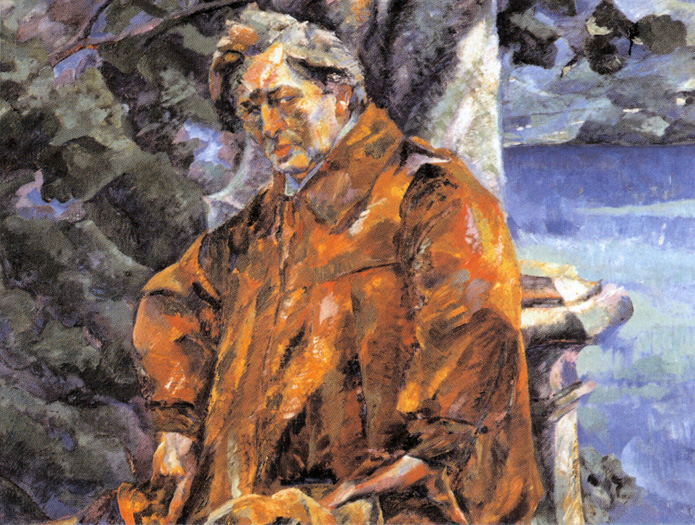
Portrait (detail) of فروچیو بوزونی، ۱۹۱۶ موزه ملی هنرهای معاصر، رم
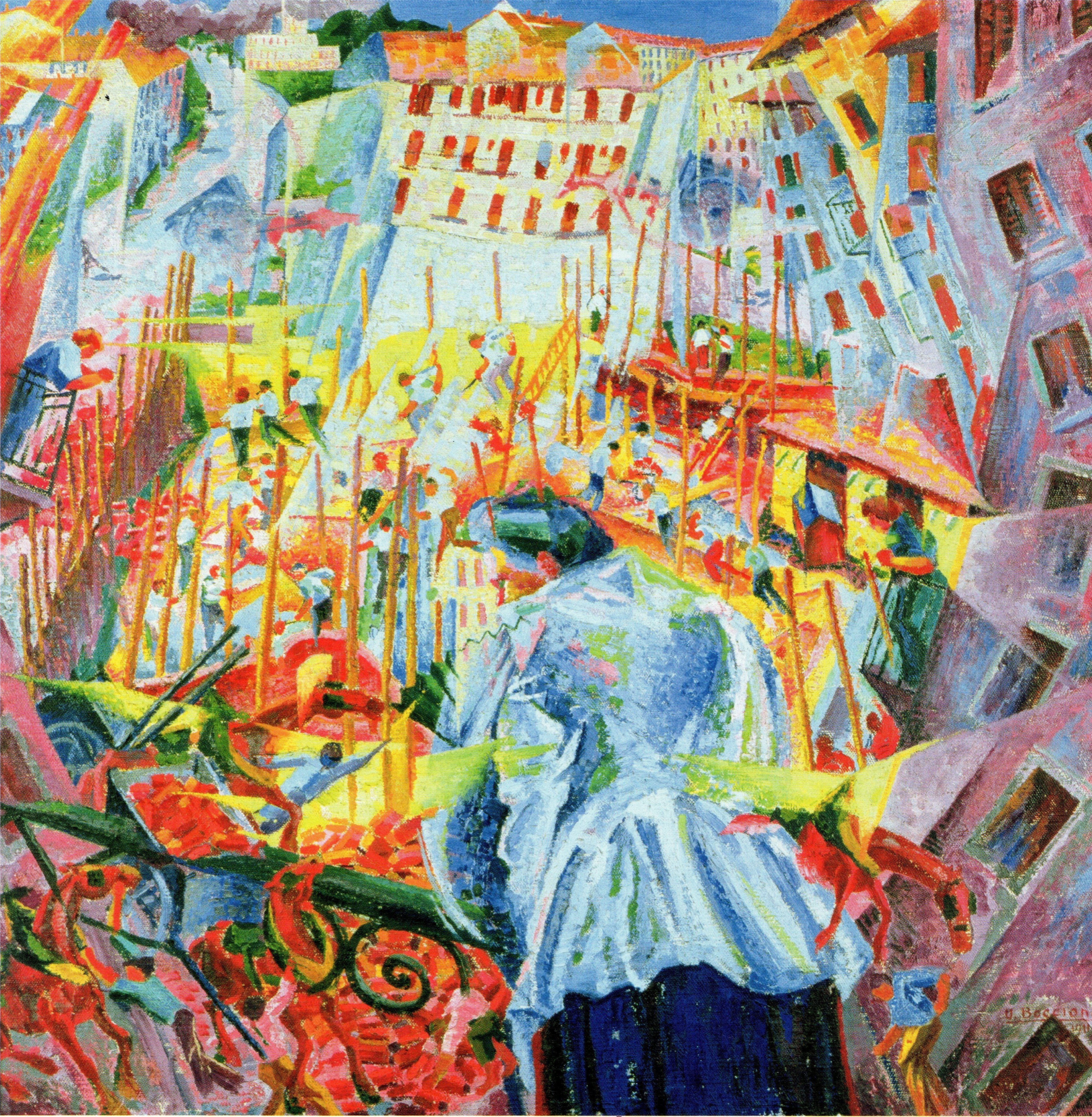
The Street Enters the House, 1911 Sprengel-Museum بایگانی‌شده  در ۱۸ ژانویه ۲۰۱۵ توسط Wayback Machine, هانوفر
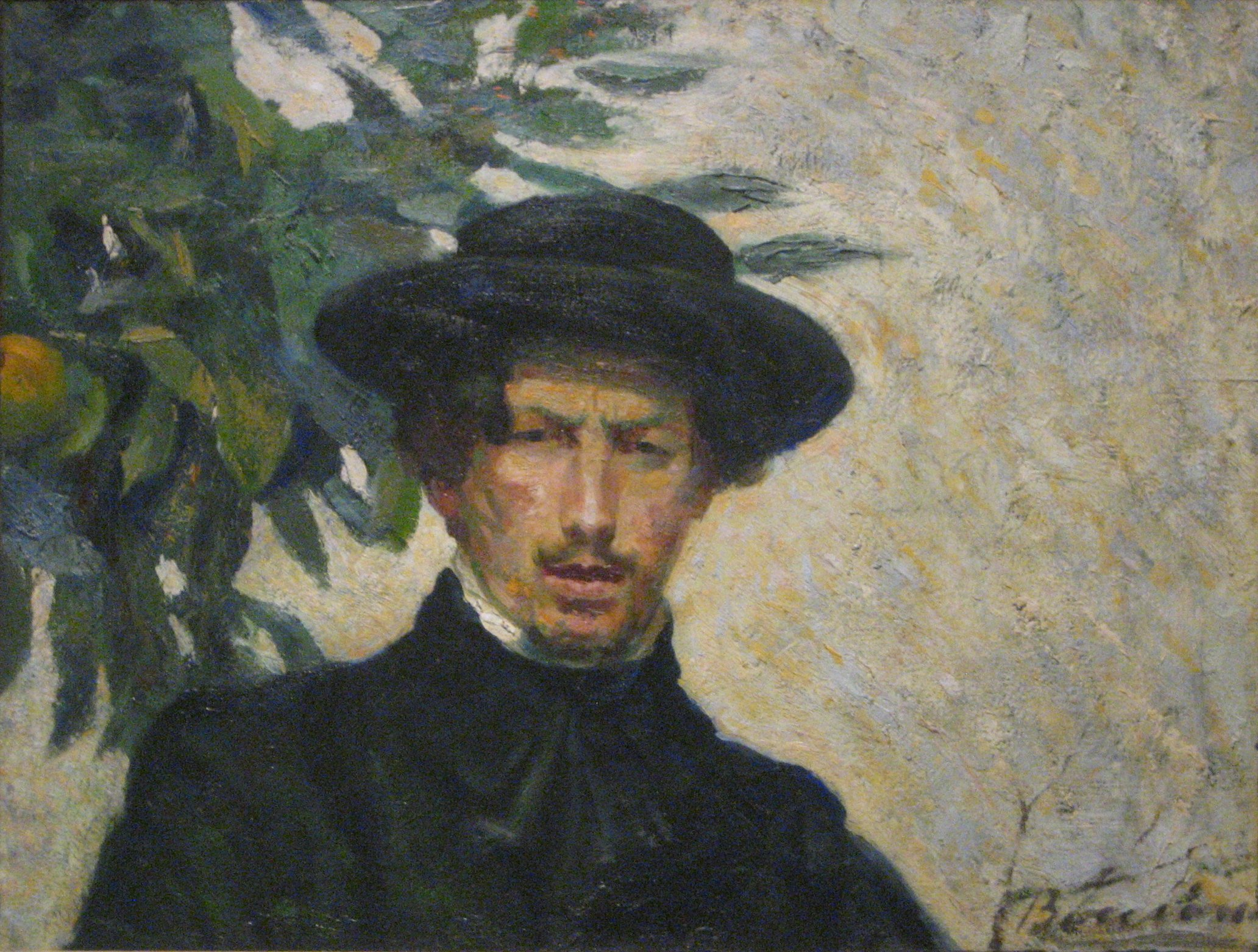
خودنگاره، ۱۹۰۵ (روغن روی بوم) موزه متروپولیتن نیویورک، نیویورک
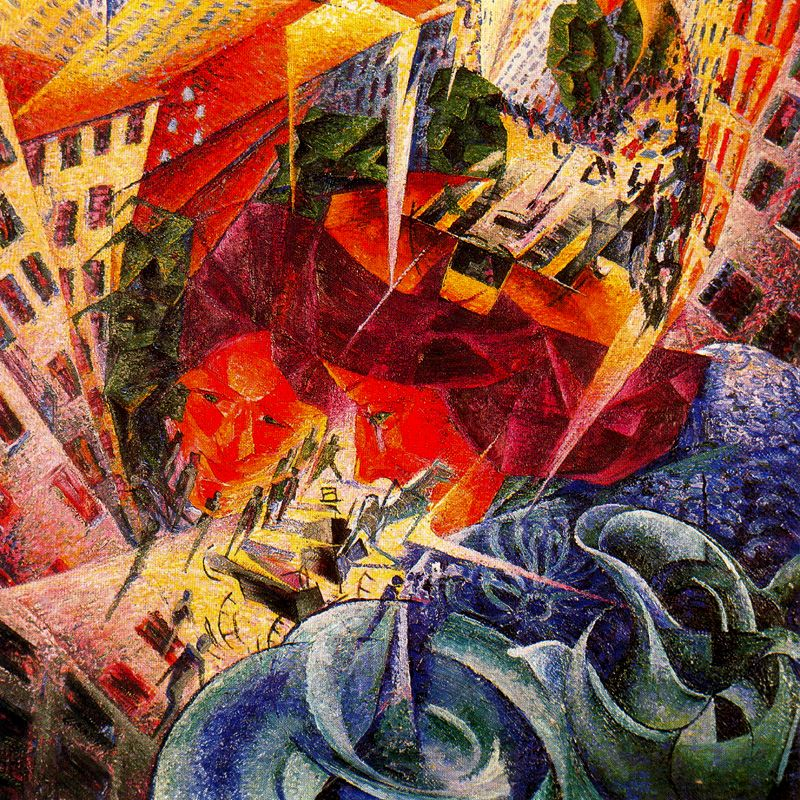
Visioni simultanee, ح. ۱۹۱۲ Von Der Heydt Museum, ووپرتال
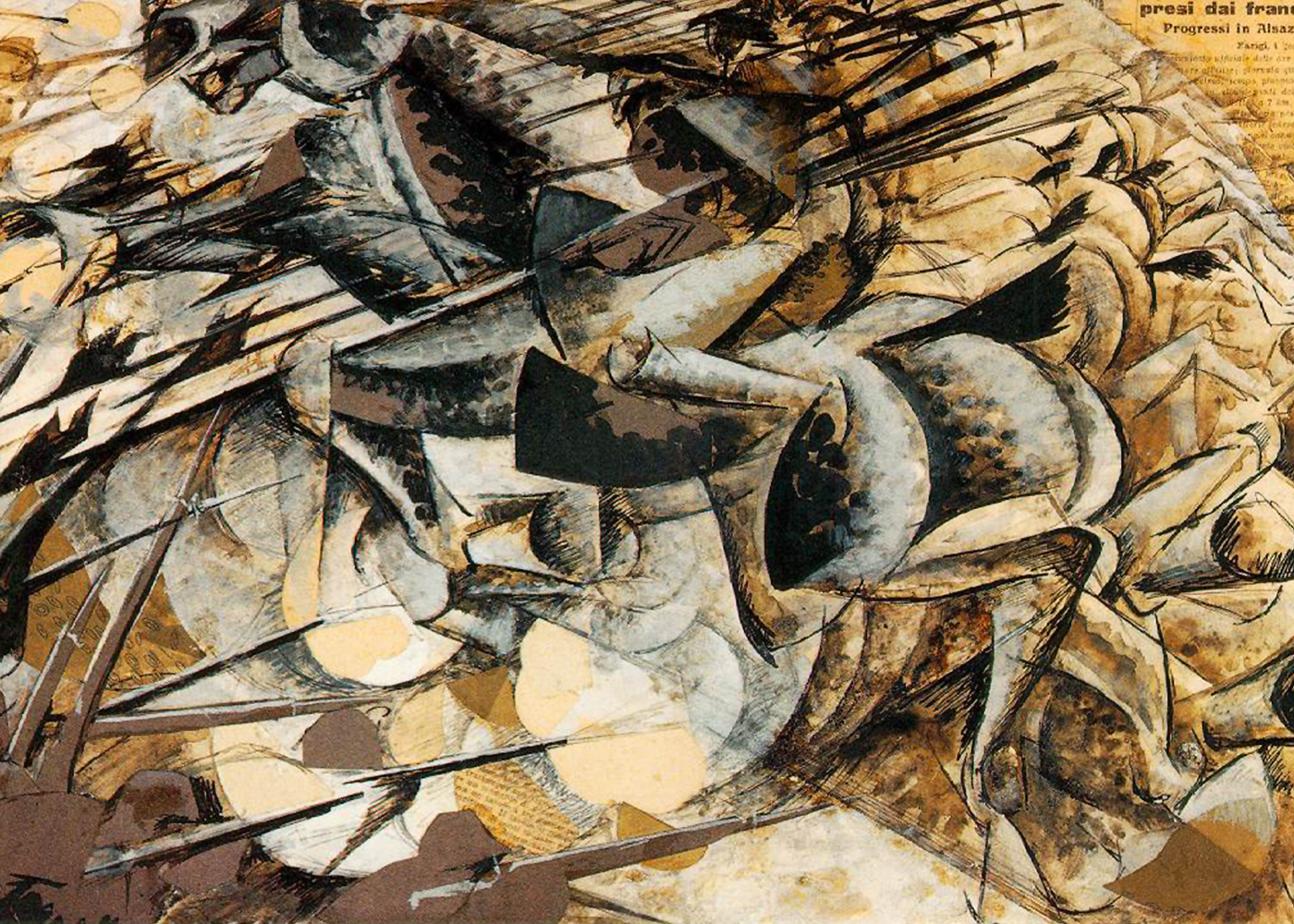
Charge of the Lancers, 1915